# FIM-43 Redeye
Il FIM-43 Redeye è stato il primo missile superficie-aria portatile del mondo, con un sensore raffreddato per migliorare le prestazioni.
La produzione iniziò negli anni sessanta, ma l'arma mancava della capacità di ingaggiare i bersagli frontalmente perché non riusciva a vederli in tale assetto. A parte ciò, vi erano altri problemi legati al fatto che era un missile di prima generazione. La sua capacità di ingaggio in certi ambienti era addirittura inferiore a quella del più semplice SA-7, senza testata raffreddata.
Nonostante ciò, tale era la disponibilità economica della difesa USA che oltre 88.000 vennero costruiti in pochi anni, circa 10 per aereo sovietico, e rimasero a lungo in servizio nell'attesa di essere sostituiti dagli Stinger.
L'organico era di una sessantina di lanciatori per divisione di fanteria. Alcuni esportati, ma senza grandi successi.

## Il Redeye nella cultura di massa
- Il Redeye compare tra le armi del videogioco Metal Gear Solid: Peace Walker[1].